# John McLoughlin
För musikern med likartat namn, se John McLaughlin.
John McLoughlin, född 1953, är en av de få överlevande som kunde räddas ur rasmassorna av World Trade Center efter den 11 september 2001. Han arbetade som polis vid Port Authority of New York and New Jersey. John McLoughlin porträtteras av Nicolas Cage i filmen World Trade Center av Oliver Stone.